# Kurt Schütze
Gustav Hermann Kurt Schütze (* 8. März 1902 in Dresden; † 17. April 1971 ebenda) war ein deutscher Maler.

## Leben
Er war der Sohn des Fabrikarbeiters Paul Hermann Schütze. Nach dem Abbruch einer Lithografenlehre studierte Schütze an der Kunstgewerbeschule Dresden. Im Jahr 1920 wechselte er an die Akademie der Künste in Dresden, um seine Ausbildung bei den Lehrern Robert Sterl, Otto Gussmann und Ferdinand Dorsch zu vertiefen. Nach Abschluss des Studiums im Jahr 1923 unternahm er zusammen mit seinen Künstlerfreunden völlig mittellos eine Wanderung nach Italien, die sie bis nach Rom und Neapel führte.
Danach war er freischaffend in Dresden tätig. Er hatte eine Ateliergemeinschaft mit dem jüdisch-russischen Maler Syma und war Hausnachbar von Woldemar Winkler. Kurt Schütze war 1929 Gründungsmitglied der Dresdner Ortsgruppe der Assoziation revolutionärer bildender Künstler Deutschlands (ASSO). Im Jahre 1933 unternahm er eine Studienreise in die Niederlande. In der Zeit des Nationalsozialismus war Schütze Mitglied der Reichskammer der bildenden Künste, und er beteiligte sich an Ausstellungen. 1943 wurde er zur Wehrmacht eingezogen und mit seiner Einheit in die Sowjetunion verlegt. Aus dieser Zeit sind einige Arbeiten erhalten, „russische Landschaften und Portraits russischer Menschen, die er mit einfühlsamer, zarter Würde wiedergab“, „das Gegenteil des ostischen Untermenschen, der von der NS-Propaganda dem deutschen Volke vor Augen gestellt wurde“.
Beim Bombenangriff am 13. Februar 1945 auf Dresden verlor er einen Großteil seines frühen, seines besten Werkes. Nach Kriegsende und Gefangenschaft arbeitete Schütze erst freischaffend, erweiterte aber dann seine Tätigkeit auf das Gebiet der Wandmalerei. Später war er als Restaurator profaner und sakraler Malerei in Dresden tätig.
Seine letzte Ruhestätte fand Schütze auf dem Loschwitzer Friedhof.

## Werk
In Schützes Schaffen dominiert neben dem Stillleben und der Landschaftsmalerei vor allem die künstlerische Auseinandersetzung mit dem Menschen. Ihm ging es um „die Wiedergewinnung eines unzerstörten humanistischen Menschenbildes.“ „Er gehörte in den 1920er Jahren zu jenen Künstlern, die aus der Neuen Sachlichkeit eine Neue Romantik entwickelten.(...) In Dresden war Otto Dix, der einstige Verist, seinen Freunden und Schülern als ein gleichsam künstlerischer Konvertit darin vorangegangen: vor allem Wilhelm Lachnit, Wilhelm Dodel, Hans Grundig, Pol Cassel und eben Kurt Schütze“. Nach dem Krieg veränderte sich Schützes Malweise stark; sie wurde zunehmend breitflächiger und pastoser, was wohl im Zusammenhang mit seinem Wandbildschaffen stand. Im Rahmen der Wandbildaktion für die 2. Deutsche Kunstausstellung 1949 in Dresden schuf Schütze mit Erich Gerlach das Wandbild „Berufsschulung“ (Sgraffito, 3,50 × 3,75 m; im Bestand des Kunstfonds des Freistaats Sachsen).

## Museen und öffentliche Sammlungen mit Werken Schützes (unvollständig)
- Dresden: Galerie Neue Meister[7]
- Dresden: Sächsischer Kunstfonds[7]
- Salzburg: Museum Kunst der Verlorenen Generation[8]

## Weitere Werke (Auswahl)
- Alter Fischerhafen (Aquarell; 1947 ausgestellt auf der Ersten Ausstellung Dresdner Künstler)[9]
- Stillleben (Tafelbild, Öl, 1948; ausgestellt 1949 auf der Zweiten Deutschen Kunstausstellung)
- Junges Mädchen (Tafelbild, Öl, 1953)[10]

## Ausstellungen (unvollständig)
- 1933: Dresden, Brühlsche Terrasse („Die Kunst dem Volke“)
- 1934, 1935 und 1936: Dresden, Brühlsche Terrasse („Dresdner Kunstausstellung“ bzw. „Kunstausstellung Dresden“)
- 1940: Dresden („Dresdner Künstlerbund. Erste Ausstellung Kriegsjahr 1940“)

- 1946: Radebeul, Haus der Kunst („Erste Kunstausstellung Dresdner Künstlerkollektiv“; mit Ernst Bursche, Konstantin Franz, Hans Grundig, Wilhelm Lachnit, Max Möbius, Eva Schulze-Knabe, Otto Dix und Curt Querner)
- 1946: Dresden, Allgemeine Deutsche Kunstausstellung
- 1947: Dresden („Erste Ausstellung Dresdner Künstler“)
- 1949 und 1958/1959: Dresden, 2. und Vierte Deutsche Kunstausstellung
- 1948: Leipzig, Museum der bildenden Künste Leipzig („Ausstellung Dresdner Künstler“)[11]
- 1969: Greifswald, Museum der Stadt Greifswald („Assoziation revolutionärer Künstler, Gruppe Dresden“)

### Postum
- 1978: Berlin, Altes Museum („Revolution und Realismus“)

- 1979: Berlin, Altes Museum („Weggefährden – Zeitgenossen. Bildende Kunst aus 3 Jahrzehnten “)

- 1981: Gemäldegalerie Neue Meister Dresden „Kunst im Aufbruch 1918–1933“
- 1985: Dresden, Albertinum („Bekenntnis und Verpflichtung“)
- 1986: Galerie Piro, Frankfurt am Main („Kurt Schütze 1902–1971“)
- 2011/2012: Dresden, Gemäldegalerie Neue Meister („Neue Sachlichkeit in Dresden“)
- 2013: Aalen, Galerie Schloss Fachsenfeld („Dresdner Schule, Sammlung Josef Ilg“)